# Echte kruisdistel
De echte kruisdistel (Eryngium campestre) is een vaste plant uit de schermbloemenfamilie (Umbelliferae of Apiaceae). De plant komt voor in Eurazië en Noord-Afrika. Eryngium stamt van het Oudgrieks en betekent: genezing van indigestie (spijsverteringsstoornis) en winderigheid. De plant bevat saponinen en heeft veertien chromosomen (2n = 14), maar er komen ook tetraploïde planten voor.
De bleekgroene plant wordt 15-60 cm hoog en vormt diepgaande wortelstokken. De bladeren zijn gestekeld. De gesteelde en gevleugelde wortelbladeren zijn veerdelig en langer dan de stengelbladeren. De stengelbladeren zijn zittend.
De echte kruisdistel bloeit in juli en augustus met witte of lichtblauwe bloemen in tien tot twintig hoofdjes. De hoofdjes zijn 1-1,5 cm groot en omgeven door stekelige schutbladen (omwindselbladen). De kroonbladen zijn korter dan de kelkbladen.
De 3-5 mm lange splitvrucht is met haarachtige papillen bezet.
De echte kruisdistel komt voor op vochtige tot droge, kalkhoudende grond op rivierduinen, zandige dijken, kalkgraslanden en duinen.

## Plantengemeenschap
Echte kruisdistel is een indicatorsoort voor het mesofiel hooiland (hu) subtype 'Droge stroomdalgraslanden', een karteringseenheid in de Biologische Waarderingskaart (BWK) van Vlaanderen en het Brussels Hoofdstedelijk Gewest.

## Toepassingen
De plant kan in de keuken en voor medicinale doeleinden gebruikt worden.Zowel de wortelstokken als de bloemhoofdjes kunnen gegeten worden. Er zou een medicinale werking zijn tegen galstenen, infecties van de urinewegen, huidaandoeningen, hoesten en verstopping.